# 马尔登战役
马尔登战役于公元991年8月10日发生在英格兰埃塞克斯郡黑水河畔的马尔登附近，当时是决策无方者埃塞尔雷德统治时期。比尔特诺斯伯爵和他的追随者带领英格兰人对抗维京人的入侵。这场战斗以盎格鲁撒克逊人的失败告终。战斗结束后，坎特伯雷大主教西格里克和西南各省的市议员建议埃塞尔雷德国王对维京人赔款息事宁人，而不是继续武装斗争。结果是支付了10000罗马磅（3300 公斤）的白银，这是英格兰对丹麦纳贡的头一次。
一首古英语叙事诗中描述了这场战斗，其中有许多战士的演讲和其他细节，通常该诗被称为《马尔登之战》。在马尔登遗产中心可以看到1991年为纪念该场战役发生千年而创作的现代刺绣，部分描绘了这场战斗。
《盎格鲁-撒克逊编年史》的一份手稿指出，某个奥拉夫（可能是挪威人奥拉夫·特里格瓦松）领导了维京军队，估计有2000至4000名战士。来自12 世纪的文献——由埃利的修道士撰写的《伊利郡登记册》中说，比尔特诺斯只有少数人可以指挥：“他既不因人少而动摇，也不害怕敌人众多”。不过并非所有文献都证实两军人数相差悬殊。

## 叙事诗中描述的战役经过
《马尔登之战》是传统上对现存325行的古英语诗歌片段的命名。根据语言分析，研究者们猜测最初整首诗是口头传播的，然后转写为东撒克逊方言手稿（已散佚），现在作为西撒克逊语形式的片段保存下来，可能是11世纪伍斯特修道院的抄写员转抄的。幸运的是，它很早就被附在一份非常著名的手稿——阿塞尔撰写的《阿尔弗雷德大王传》中，这无疑有助于它的保存。这份手稿于1731年在科顿图书馆大火中被毁。收藏者John Elphinstone（或他的助手David Casley）在1724年转录了这首诗的325行，但手稿中的前后页已经丢失（每页可能大约有50行），因此有不少线索已经遗失。
在战斗之前，英格兰贵族应对维京入侵的政策出现分歧。一些人希望将土地和财富让给维京人来谋求和平，而另一些人则主张坚决反抗。诗中表明，比尔特诺斯持有后一种态度，他还发表了感人的爱国主义演讲。维京人沿着黑水河航行，比尔特诺斯召集了他的征召兵。他的部队，除了私人家庭警卫外，都是当地农民和埃塞克斯民兵民。他命令他们放马而行。维京人航行到河中的一个小岛。退潮时，河流从这个岛到岸边留下一座陆桥；这处描写似乎与当时的北岛堤道相符。因此战斗地点应该是马尔登东南约两英里处。奥拉夫对撒克逊人讲话，承诺如果他得到金子和盔甲，就会退兵。 比尔特诺斯回答说：“我们会用枪尖和剑刃作为报酬。”
随着潮水退去，奥拉夫的部队开始进攻小陆桥。三名盎格鲁-撒克逊战士Wulfstan、Ælfhere和Maccus挡住了桥梁，成与向前推进的维京人激战。维京指挥官请求比尔特诺斯允许他的部队上岸正式对决。 比尔特诺斯出于荣誉心，让敌军登陆。战斗开始了，但一个叫戈德里克的英格兰人骑着比尔特诺斯的马逃跑了。戈德里克的两个兄弟也和他一起逃散。许多英格兰人以为骑马的是自己的统帅，他们因此溃退。激烈的战斗后，维京人获胜。战斗结束后，比尔特诺斯的尸体被发现，头不见了，但他的金柄剑仍在他的身上。

## 其他史料

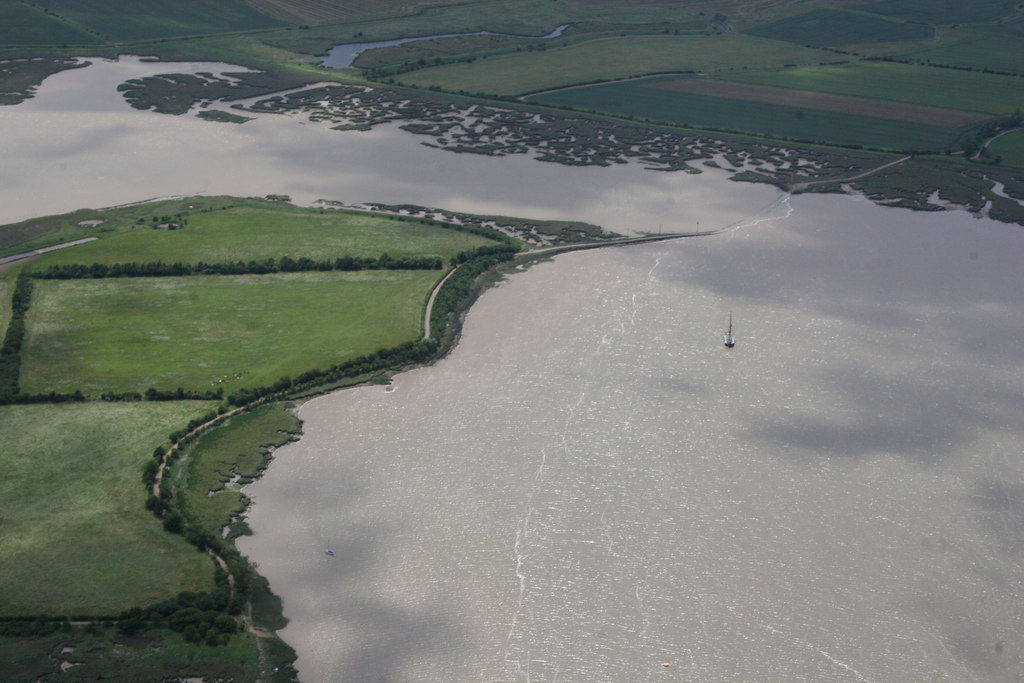
空中俯瞰马尔登战场

《盎格鲁撒克逊编年史》的多个版本中记载了这场战役，比如提比略手稿中991年的部分写道：“伊普斯维奇在这里遭到突袭。不久之后，比尔特诺斯伯爵在马尔登战死。那一年，英格兰人决定向丹麦人纳贡，因为害怕他们继续袭扰沿海地带。第一笔貢金是10000镑。大主教西戈里克首先决定了此事。”
在拉姆齐成书的《奥斯瓦尔德的一生》，将比尔特诺斯描绘成一位伟大的宗教战士，将他比作圣经预言时代的人物。
盎格鲁-撒克逊编年史的温彻斯特版对这场战斗的描述最为详细，但将其置于993年的标题下。编年史的所有其他版本都将其置于991年之下，所以这要么是抄写错误，要么是因为战斗在993年后才变得具有重大意义。广泛接受的精确日期源自三个版本中关于比尔特诺斯阵亡日期的记载。埃利版给出的日期是8月10日，而温彻斯特和拉姆齐版则是8月11日。然而，比尔特诺斯与埃利的渊源意味着8月10日更有可能是准确的日期。